# 夕陽の挽歌
『夕陽の挽歌』（ゆうひのばんか、Wild Rovers）は1971年のアメリカ合衆国の西部劇映画。
製作・監督・脚本はブレイク・エドワーズ、出演はウィリアム・ホールデンとライアン・オニールなど。
初老の男と若者の2人のカウボーイの夢と挫折を描いている。

## ストーリー
モンタナ州の大牧場でカウボーイとして働くボディーンとポストは年齢が親子ほど離れているが親しい友人同士である。ある日、仲間のカウボーイが馬に蹴られて亡くなった事故をきっかけに、2人はカウボーイを辞めてメキシコに行こうと考える。そして銀行屋のジョーを、家族を人質にして脅迫し、大金を奪って逃亡する。この事態に、2人の雇い主である牧場主のウォルターは他のカウボーイたちに示しがつかないと2人の息子ポールとジョンにボディーンとポストを捕まえるように命じる。
ボディーンとポストはベンソンという町に立ち寄る。ボディーンは娼婦を買い、ポストはポーカーに興じる。ところが、ポーカーでポストが勝ったことが許せないラフという男がポストを撃ったことで激しい銃撃戦となり、その場にいた数名が死ぬ。ボディーンは重傷を負ったポストを連れて町を後にする。
一方、ウォルターは自分の牧場の草を無断で羊に食べさせている羊飼いのハンセンと撃ち合いとなり、相討ちで2人とも死ぬ。父の死を知らされたポールは家に帰ろう考えるが、ジョンは亡き父の最後の望みを叶えるために何としてでもボディーンとポストを捕まえると主張する。ポールはジョンが2人を捕まえるのを見てみたいと思い、ジョンについていく。
傷が悪化し、見る見る弱っていくポストをボディーンは旅を続けながら献身的に世話するが、ポストは敢えなく死ぬ。ポストを埋葬し、1人で旅を続けるボディーンにポールとジョンが追いつく。ジョンに撃たれて落馬したボディーンはジョンを馬から引き摺り下ろし、銃で殴ろうとするが、そこでポールがボディーンを撃つ。倒れたボディーンにポールが「すまない」と言うと、ボディーンは「俺もな」と答えて息絶える。ポールはジョンを残し、ボディーンの馬を連れてその場を後にする。ジョンは何としてでもボディーンの遺体を持ち帰ろうとするが、ポールは無視して馬を進める。

## キャスト
- ロス・ボディーン: ウィリアム・ホールデン - アール・バー牧場のカウボーイ。もうじき50歳。
- フランク・ポスト: ライアン・オニール - アール・バー牧場の若いカウボーイ。
- ウォルター・バックマン: カール・マルデン - アール・バー牧場の主人。
- ポール・バックマン: ジョー・ドン・ベイカー - ウォルターの息子。
- ジョン・バックマン: トム・スケリット - ウォルターの息子。ポールの弟。短気で頑固。
- ネル・バックマン: レオラ・ダナ（英語版） - ウォルターの妻。ポールとジョンの母親。
- ジョー・ビリングス: ジェームズ・オルソン（英語版） - 銀行屋。
- セイダ・ビリングス: リン・カーリン（英語版） - ジョーの妻。
- セイダの母: メアリー・ジャクソン
- ビル・ジャクソン保安官: ヴィクター・フレンチ - 娼館に入り浸り。
- メイベル・タッカー: レイチェル・ロバーツ - 娼館の女主人。
- ベン: モーゼス・ガン - ボディーンの戦友。ラバを飼育。
- ハンセン: サム・ギルマン - 羊飼い。アール・バー牧場の牧草を無断で羊に食わせている。
- サヴェイジ: チャールズ・グレイ（英語版）
- ヘレフォード: ビル・ブライアント（英語版）
- キャップ・スウィリング: ジャック・ガーナー（英語版）
- ラフ・ヨースト: ウィリアム・ラッキング（英語版） - ポストのポーカーの相手。
- ギャンブラー: エド・ベイキー - ポストのポーカーの相手。
- ツーソンの保安官: テッド・ガーリング
- デイヴ: アラン・カーニー（英語版） - 酒場「パレス・サルーン」のバーテンダー。
- リーキー: リー・デブロー - ポストのポーカーの相手。

## 製作
撮影は以下の場所で行われた。
- フラッグスタッフ（アリゾナ州）
- モアブ（ユタ州）
- モニュメント・バレー（ユタ州、アリゾナ州）
- ノガレス（アリゾナ州）
- セドナ（アリゾナ州）
- ツーソン（アリゾナ州）

映画会社はブレイク・エドワーズ監督の意向を無視して40分をカットした。これに対してエドワーズは「議論はなく、不可欠な部分が単に取り除かれただけだ。」「椅子の脚を1本抜いても、椅子はまだ残っているが、それは使い物にならないだろ?」と述べている。また、エドワーズとしては古典的なギリシア悲劇と考えて脚本を書いたにもかかわらず、映画会社側は映画の核となる部分をカットしたことについて「観客はライアン・オニールを観たがっているんだ。」と言ったとエドワーズは述べている。

## 作品の評価
Rotten Tomatoesによれば、14件の評論のうち高評価は57%にあたる8件で、平均点は10点満点中6点となっている。